# جولای فشرده
جولای فشرده (نام علمی: Ploceus superciliosus) نام یک گونه از سرده جولاها است.